# 綾羅島
綾羅島（ルンナド、朝鮮語: 릉라도）は、朝鮮民主主義人民共和国（北朝鮮）の平壌市にある、大同江が蛇行した場所に形成された中州である。行政区画は平壌市中区域慶上洞に属する。綾羅島5月1日競技場や半月島水泳場、綾羅人民遊園地（綾羅イルカ館など）が開設されている。